# Die Geierwally (1956)
Die Geierwally ist eine deutsche Literaturverfilmung von Franz Cap aus dem Jahr 1956. Nach dem gleichnamigen Stummfilm aus dem Jahr 1921 und der Version aus dem Jahr 1940 war es die dritte Verfilmung des Romans von Wilhelmine von Hillern. Barbara Rütting ist in der Titelrolle besetzt, Carl Möhner, Heinrich Hauser und Til Kiwe in tragenden Rollen.
Der Film warb seinerzeit mit den Worten: „Zeitloses, ergreifendes Drama um Liebe und Eifersucht. Das Ringen einer Frau um Liebe und Glück.“

## Inhalt
Wally, die Tochter des reichen Höchstbauern, soll den Bauern Vinzenz heiraten. Sie liebt jedoch den Jäger Josef, den seit einem erfolgreichen Kampf mit einem Bären alle nur noch Bärenjosef nennen. Als sie sich weigert, die vom Vater heimlich beschlossene Ehe mit Vinzenz einzugehen, verstößt dieser sie auf die zum Besitz gehörende Jochalm. Josef, der ihr beim Aufstieg dorthin begegnet, verschweigt sie den wahren Grund ihres Aufenthalts dort. Während Wally ein verlassenes Geierjunges aus dem Nest rettet und in der Almhütte aufzieht, wird das Gesinde des Höchstbauern drangsaliert: Der nämlich hat – davon überzeugt, dass Wally reumütig auf den Hof zurückkehren wird – Vinzenz bereits die Leitung des Hofes übergeben und dieser behandelt die Angestellten schlecht. Als Wally, die wegen ihres treuen Geiers bereits den Spottnamen „Geierwally“ erhalten hat, davon erfährt, kehrt sie auf den Hof zurück. Beim Versuch, den alten Lorenz vor den Schlägen Vinzenz’ zu schützen, schlägt sie Vinzenz nieder. Bevor das Gesinde des Höchstbauern sie wie von ihrem Vater angeordnet in den Keller sperren kann, gelingt Wally die Flucht. Dabei steckt sie die Scheune des Anwesens in Brand.
Wally ist nun berüchtigt. Das Gespräch mit einem Priester bringt sie dazu, sich in den umliegenden Dörfern als Magd anzudienen, doch wird sie überall wegen des ihr folgenden Geiers abgewiesen. An der Schwelle des Hauses der Bauern Leander und Benedikt bricht sie zusammen und wird von diesen aufgenommen. Später verdingt sie sich bei ihnen als Magd. Obwohl beide Männer in sie verliebt sind und eine Heirat Wally vor dem Zorn des Vaters schützen könnte, weist sie sie wegen ihrer Liebe zu Josef ab. Sie darf auf der Hochalm der beiden Schafe hüten. Eines Tages kommen zufällig Josef und die junge Afra, in der Wally sofort eine Nebenbuhlerin vermutet, zur Alm. Tatsächlich ist Afra jedoch die Nichte von Josef und soll im Dorf eine Stellung als Magd annehmen. Wally ist entsetzt, dass ihre Opfer für Josef nun umsonst waren. Mitten in ihre Enttäuschung fällt die Nachricht, dass ihr Vater verstorben ist und sie nun die neue Höchstbäuerin ist.
Wally kehrt ins elterliche Haus zurück und kümmert sich nun um Hof und Gesinde. Sie weist Vinzenz ab, bemerkt jedoch bei einem Schützenfest erneut die Vertrautheit von Afra zu Josef. Sie beschimpft Afra vor den Augen des Dorfes als eine, die sich den Männern an den Hals werfe, was zur Folge hat, dass Josef sie einige Tage später beim Tanz vor der gesamten Gesellschaft ohne Afras Wissen bloßstellt. Wally verspricht Vinzenz in ihrem Hass, den zu heiraten, der Josef umbringe. Als Josef sich auf Afras Bitten hin zu Wally begibt, um sich zu entschuldigen, schießt Vinzenz mehrfach auf ihn, woraufhin Josef in eine tiefe Schlucht fällt. Wally, deren Zorn inzwischen verflogen ist, steigt zu Josef herab und birgt ihn. Als klar wird, dass er überlebt, begibt sie sich ihrer Schuld bewusst erneut auf die Hochalm, wo sie mit ihrem Geier lebt. Der genesene Josef holt sie von dort zurück, vergibt ihr und macht ihr einen Heiratsantrag. Als Wally ihrem Geier verkündet, dass sie von nun an zu dritt leben müssen, fliegt das Tier davon.

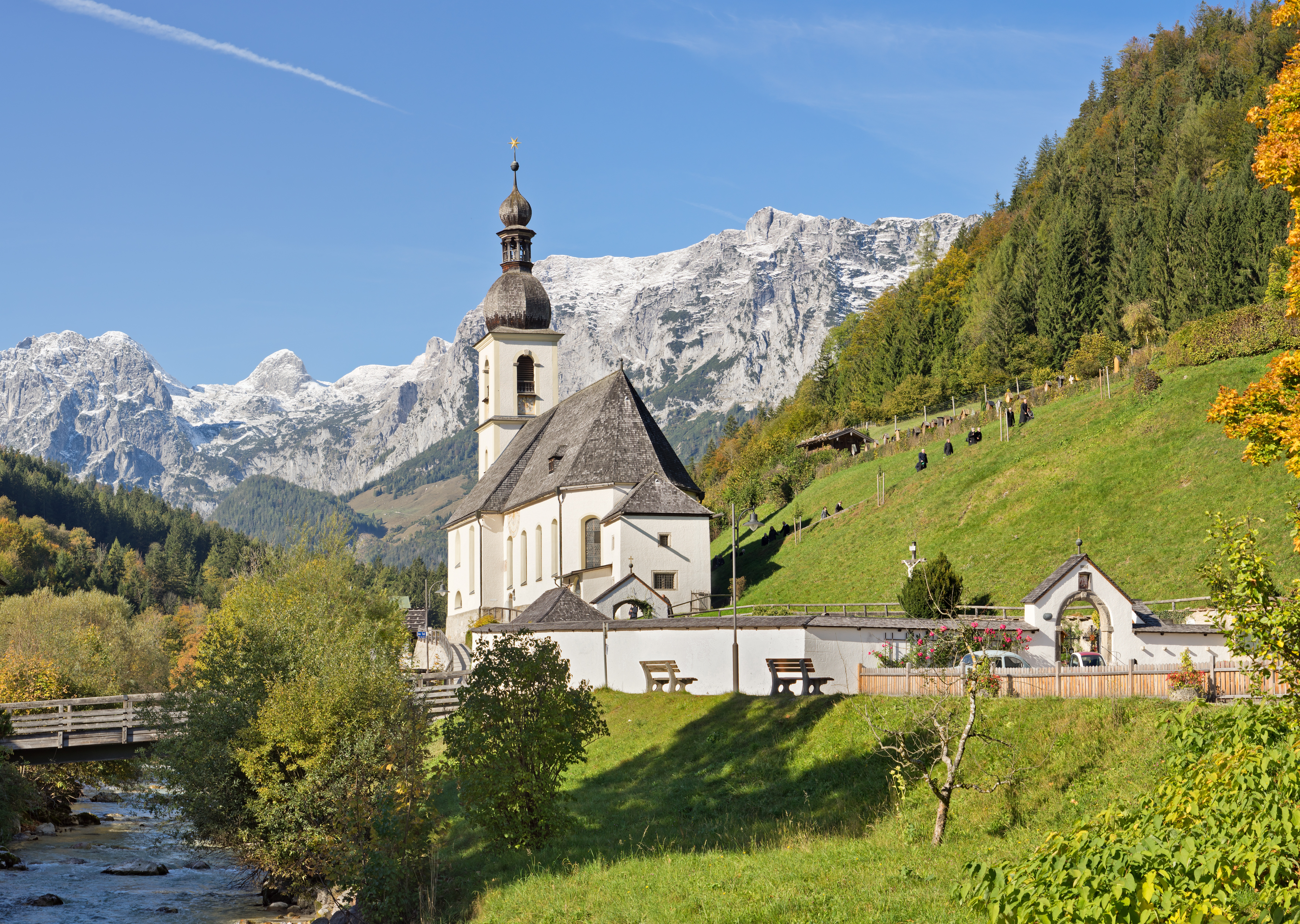
Einer der Drehorte: Die Pfarrkirche St. Sebastian (Ramsau)

## Produktion

### Produktionsnotizen
Die Dreharbeiten für Die Geierwally begannen am 10. April 1956 und fanden in Oberbayern (u. a. bei der Pfarrkirche in Ramsau), Österreich und der Adlerwarte Berlebeck statt. 
Für Franz Pfaudler, der in seiner Rolle den hartherzigen Vater der von Barbara Rütting gespielten Geierwally verkörperte, war dies seine letzte Filmarbeit. Er starb unmittelbar nach Abschluss seiner Aufnahmen und noch während der laufenden Dreharbeiten.

### Veröffentlichung
Die Geierwally hatte am 30. August 1956 im Düsseldorfer Apollo Premiere. In Österreich lief der Film im September 1956 an.
Der Film wurde von Studiocanal/Kinowelt am 13. Januar 2004 auf DVD veröffentlicht, sowie am 17. Februar 2011 innerhalb der Reihe „Ein Stück Heimat zum Sammeln“ inklusive eine Blechschildes des Filmplakats. Alive veröffentlichte den Film am 9. Februar 2018 innerhalb der Reihe „Juwelen der Filmgeschichte“ auf DVD und Blu-ray.

## Kritik
Horst Axt bewertete den Film nach der Premiere 1956 für das Film-Echo und meinte, über Peter-Ostermayr-Filme lasse sich „nie streiten, auch nicht bei ihrer Kritik“ und dies „weder in künstlerischer, noch in geschäftlicher Hinsicht“. „Theaterbesitzer, Publikum und Rezensenten, so sie den Film nicht über einen Kamm scheren“ würden, wüssten bei Ostermayr-Filmen „von vornherein, daß sie ein handfestes Thema vorgesetzt“ bekämen und „dessen filmische Realisierung sauber, gekonnt, bis in Letzte durchgefeilt“ sei. Axt verwies auf die Verfilmung der Geierwally von 1940 mit Heidemarie Hatheyer in der Titelrolle, die „großartig“ gewesen sei, „vor allem in schauspielerischer Hinsicht“. Remakes seien „immer gefährlich und meistens schlechter als ihre Vorbilder“, hier sei das, das sei „mit Nachdruck festgestellt, nicht der Fall“. Es sei „kein Abklatsch, nicht in der Regie, nicht von der Darstellung her, ja nicht einmal in der Gesamtauffassung des höchst dramatischen Themas“. Axt attestierte Franz Caps eine „kluge, straffende Regie“, Barbara Rütting eine „darstellerische Bravourleistung“ und Bernd Eichhorn eine „sich dramatisch steigernde Musik“. Abschließend schrieb Axt: „Wo ‚Die Geierwally‘ aufgeführt wird und dem Publikum der Hinweis auf den Heimatfilm, der er nicht ist, erspart bleibt, ist uns um den Erfolg in allen Landstrichen des Bundesgebietes keineswegs bange.“
Auf der Seite film.at hieß es weniger differenzierend, dass in „jeder Verfilmung der bayrischen Legende von der ‚Geierwally‘, je nach Entstehungszeitraum, verschiedene Akzente gesetzt“ worden seien. In dieser Verfilmung würden die „typischen Elemente des Heimatfilms dominieren“, bei Unheil stürme es, und bei Freude würden die grünen Wiesen mit dem blauen Himmel um die Wette strahlen.
Das Lexikon des Internationalen Films bezeichnete Die Geierwally als „schwächer als die beiden früheren Versionen, aber herber, geschmackvoller und handwerklich sorgfältiger als die meisten Heimatfilme der fünfziger Jahre.“
Eine vernichtende Kritik hielt Der Filmkürbis für angebracht, der dem Film gerade einmal 1,5 von 10 möglichen Kürbissen gab und seine Kritik mit den Worten beendete: „Wer sich den Schmarren antun möchte, kann auf Wikipedia nachlesen, worum es geht. Und wer sich das dann tatsächlich noch ansieht, dem ist eh nicht mehr zu helfen. Vergelt’s Gott.“
Cinema schrieb, Rütting selbst habe über den Film geäußert, er sei „ein Märchen für Erwachsene“. Die allgemeine Filmkritik schätze die klassische Version von 1940 zwar „höher ein“, halte Franz Caps Verfilmung aber für „herber, geschmackvoller und handwerklich sorgfältiger als die meisten Heimatfilme der 50er-Jahre“, was „stimm[e]“. Das Fazit der Redaktionskritik lautet: „Wenn schon Heimatkitsch, dann solcher.“